# Caroline Loeb
Caroline Loeb (n. Neuilly-sur-Seine, 5 de octubre de 1955) es una actriz, cantante y directora de teatro francesa.

## Carrera
Hija del galerista Albert Loeb y nieta del también galerista Pierre Loeb, pasa su infancia en Nueva York, Estados Unidos.
Apasionada de teatro, se inscribe a los famosos Cursos Florent de París bajo la dirección de Francis Huster. Actúa en Succès escrita por los primeros autores del grupo TSE, cuyos trajes y decorados fueron creados por Paloma Picasso. Y participa en numerosas películas realizadas por Adolfo Arrieta, James Ivory o Jacques Demy.
En 1983, el primer álbum de Caroline Loeb Piranana sale al mercado (Ze Records), siendo autora de todas las letras. El álbum se realiza en Nueva York, con la carátula de Jean-Baptiste Mondino. En 1986 se convierte en una estrella con el título C’est la ouate del que es intérprete y coautora. La canción se convierte en un éxito internacional (n.º 1 en Italia, n.º 3 en España, n.º 5 en Francia, n.º 10 en Alemania, Austria, Argentina...). Publica un segundo álbum Loeb CD en 1987.
A partir de 1993, Caroline Loeb dirige a numerosos artistas con repertorios de Édith Piaf, Marlene Dietrich, Jacques Prévert, etc. En 1999, dirige Shirley en el Festival de Aviñón, siguiendo los cuadernos de Shirley Goldfarb. La intérprete, Judith Magre, es recompensada con un Molière, máximo galardón del Teatro Francés.
En 2007, dirige y actúa en Les Monologues du vagin (Los Monólogos de la vagina) en París.
En 2008, Caroline Loeb se lanza en la realización cinematográfica con el cortometraje Vous désirez? (¿Qué desea?), realizado para la colección X-plicit Films. La película se presentó en la Mostra de Venecia en septiembre con los cortos de Laetitia Masson, Arielle Dombasle, Helena Noguerra y Lola Doillon.
En julio de 2008 en el Festival de Aviñón, vuelve a subirse a un escenario con el espectáculo musical Mistinguett, Madonna & Moi. Evocando los iconos que admira desde siempre: Mae West, Tallulah Bankhead, Zizi Jeanmaire o Arletty y canta sus canciones junto a títulos de Serge Gainsbourg, Joséphine Baker, Fred Astaire, Yvette Guilbert y Madonna. Desde el 2 de octubre de 2008, representa este espectáculo en el Théâtre des Blancs Manteaux en París.
El 5 de enero de 2009, publicó su nuevo álbum Crime Parfait (Crimen Perfecto), mezcla de canciones poéticas y emotivas con matices de humor negro.

## Filmografía
- 1973: La Maman et la Putain de Jean Eustache (camafeo).
- 1974: Mes petites amoureuses de Jean Eustache.
- 1978: Flammes de Adolfo Arrieta.
- 1979: Lady Oscar de Jacques Demy.
- 1980: L’Ombre d’un jeu de Uziel Peres.
- 1981: Quartet de James Ivory.
- 1984: La Nuit porte-jarretelles de Virginie Thévenet.
- 1984: Mode in France de William Klein.
- 1985: Les Nanas d'Annick Lanoë.
- 1987: Cœurs croisés de Stéphanie de Mareuil.
- 1991: The Favour, the Watch and the Very Big Fish de Ben Lewin.
- 1997: Baby-sitter blues de Williams Crépin (TV).
- 2008: Comme une étoile dans la nuit de René Féret.
- 2008: Ríen dans les poches de Marion Vernoux (TV).[3]

Cortometrajes
- 1982: Jimmy jazz de Laurent Perrin.
- 2008: Vous désirez ? de Caroline Loeb.

## Discografía
Álbumes
- 1983: Piranana (Ze records)
- 1987: Loeb C.D. (Barclay)
- 2004: Best of (Choice of Music)
- 2009: Crime parfait (On Peut/ Believe)

Singles
- 1983: Malibu
- 1986: C'est la ouate / And so what (#1 Italie, #3 Espagne, #5 France, #10 Allemagne, #30 Autriche)
- 1987: A quoi tu penses ? (#27 Italie, #67 Allemagne)
- 1988: Amants zaimants
- 1988: Le telefon
- 1988: Mots croisés
- 1995: J'te hais dans la peau